# Radosław Majecki
Radosław Majecki (ur. 16 listopada 1999 w Starachowicach) – polski piłkarz występujący na pozycji bramkarza w Stade Brestois 29 do którego jest wypożyczony z AS Monaco. Jednokrotny reprezentant Polski.

## Kariera klubowa

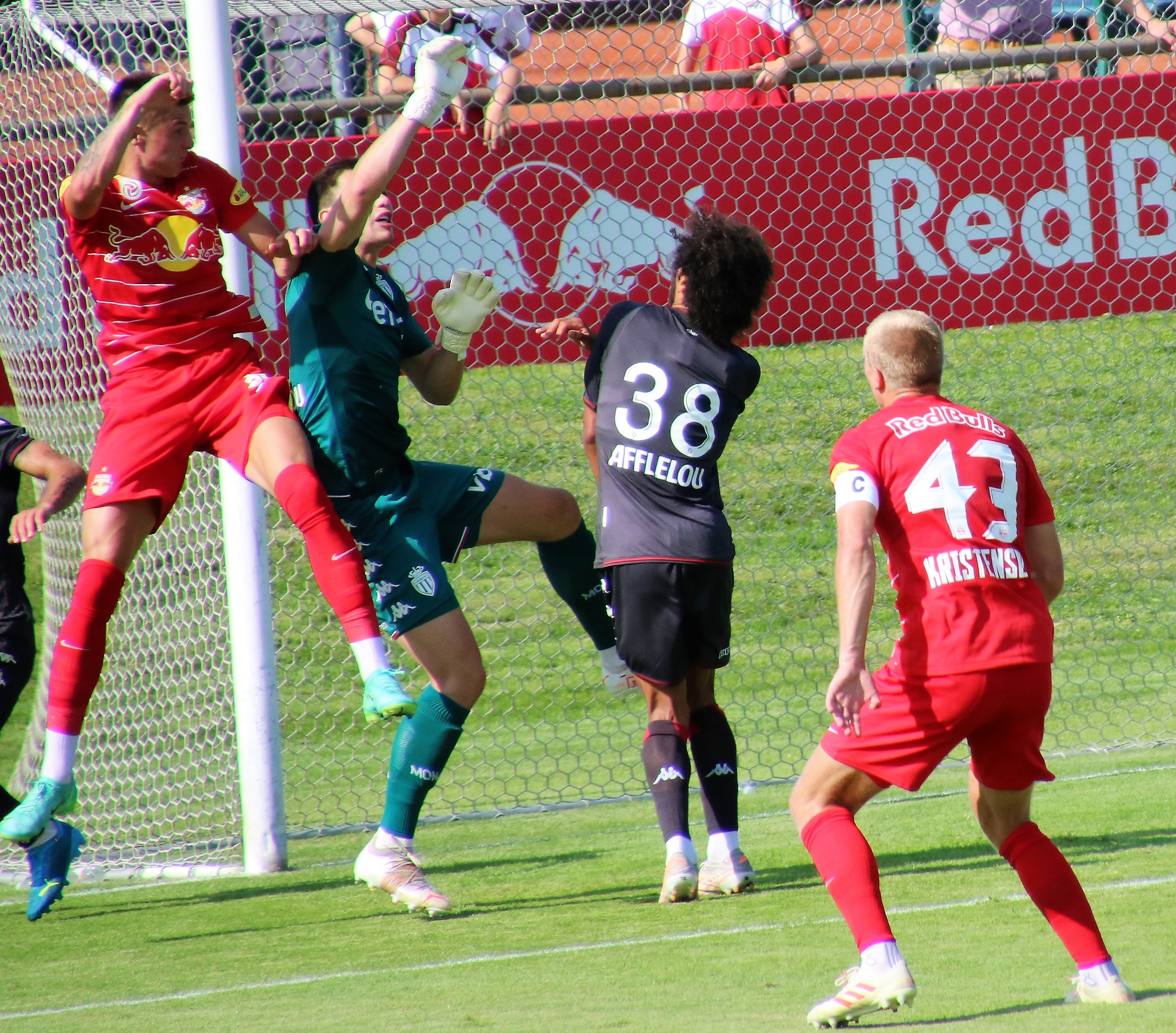
Majecki podczas meczu towarzyskiego AS Monaco z Red Bullem Salzburg (3 lipca 2021)

### Początki
Treningi piłkarskie rozpoczął w juniorach Arki Pawłów, z których w 2011 r. przeniósł się do KSZO Junior Ostrowiec Świętokrzyski. W lipcu 2014 r. trafił do Legii Warszawa, gdzie w sezonach 2014/15 i 2015/16 występował w drużynach młodzieżowych. W sezonie 2016/17 jako 17-latek występował w trzecioligowych zespole rezerw, jednocześnie pełniąc rolę trzeciego bramkarza Legii i mając okazję trzykrotnie zasiąść na jej ławce rezerwowych w meczach Ekstraklasy.
Sezon 2017/18 spędził na wypożyczeniu do Stali Mielec, w której rozegrał 32 spotkania w 1. lidze.

### Legia Warszawa
Sezon 2018/19 rozpoczął jako trzeci bramkarz Legii, początkowo występując tylko w jej trzecioligowych rezerwach. Później jednak wygrał rywalizację z Arkadiuszem Malarzem i Radosławem Cierzniakiem, zostając podstawowym bramkarzem. W Legii oraz w Ekstraklasie zadebiutował 3 listopada 2018 w wygranym 4:0 meczu 14. kolejki z Górnikiem Zabrze. 
W trakcie sezonu doznał kontuzji żeber, przez którą pauzował przez blisko 2 miesiące (od marca do końca kwietnia). Ogółem w sezonie 2018/19 rozegrał 14 spotkań w Ekstraklasie oraz 3 w Pucharze Polski, zdobywając wicemistrzostwo Polski.
W sezonie 2019/20 wciąż był podstawowym bramkarzem Legii, występując w 33 spotkaniach Ekstraklasy, zdobywając mistrzostwo Polski oraz zostając półfinalistą Pucharu Polski. Rozegrał również 8 spotkań w eliminacjach do Ligi Europy.

### AS Monaco
29 stycznia 2020 przeszedł z Legii do AS Monaco za około 7 milionów euro, podpisując kontrakt do 30 czerwca 2024. Do końca sezonu 2019/20 pozostał jednak zawodnikiem Legii na zasadzie wypożyczenia.
W sezonie 2020/21 przegrywał rywalizację z Benjaminem Lecomte (w latach 2018-2019 kilkukrotnie powoływanym do reprezentacji Francji), walcząc o pozycję drugiego bramkarza AS Monaco z Vito Mannone (byłym młodzieżowym reprezentantem Włoch oraz zawodnikiem Arsenalu i Sunderlandu). Mimo że przez znaczną część sezonu Polak wygrywał wspomnianą rywalizację z Włochem, to w okresie 2-miesięcznej pauzy Lecomte spowodowanej kontuzją obowiązki pierwszego bramkarza Monaco pełnił jednak Mannone.
Majecki zadebiutował w AS Monaco w wygranym 2:1 meczu 3. kolejki Ligue 1 z FC Nantes. Był to jego jedyny ligowy mecz w sezonie 2020/21, w którym jego drużyna wywalczyła 3. miejsce w Ligue 1. Zawodnik otrzymał jednak szansę w Pucharze Francji, rozgrywając we wspomnianych rozgrywkach 6 spotkań i dochodząc z Monaco do finału (przegranego 0:2 z PSG).
W sezonie 2021/22 znów zajął z AS Monaco 3. miejsce w lidze, pozostając jednak rezerwowym bramkarzem swojego klubu. Rolę pierwszego bramkarza Monaco pełnił wypożyczony z Bayernu Monachium Alexander Nübel. Polakowi nie udało się zagrać w ani jednym ligowym spotkaniu. Rozegrał on tylko 1 mecz w eliminacjach do Ligi Mistrzów (przegrany 0:1 z Szachtarem Donieck, bowiem Nübel nie mógł w nim zagrać z powodu problemów zdrowotnych), 1 spotkanie w Lidze Europy (zremisowane 1:1 ze Sturmem Graz - Monaco miało już przed nim zapewniony awans z 1. miejsca w grupie) oraz 2 spotkania w Pucharze Francji.

### Cercle Brugge
W sezonie 2022/23 podstawowym bramkarzem AS Monaco wciąż miał być Alexander Nübel. W związku z brakiem perspektywy na wygranie rywalizacji z Niemcem, Majecki udał się na roczne wypożyczenie do Cercle Brugge (10. drużyny Jupiler Pro League we wcześniejszym sezonie). W jego barwach rozegrał 34 ligowe spotkania.

### Powrót do AS Monaco
Po zakończeniu wypożyczenia wrócił do AS Monaco. Sezon 2023/24 rozpoczął jako zmiennik Philippa Köhna (sprowadzonego z Red Bulla Salzburg za około 10 milionów euro).

### Stade Brestois 29
9 sierpnia 2025 został został wypożyczony do końca sezonu z AS Monaco do francuskiego ekstraklasowego Stade Brestois 29.

## Kariera reprezentacyjna

### Reprezentacje młodzieżowe
Był młodzieżowym reprezentantem Polski, występując w kadrach: U-16, U-17, U-18, U-19, U-20 (z którą doszedł do 1/8 finału Mistrzostw Świata U-20 w 2019 r.) oraz U-21. 

### Reprezentacja seniorska
Po raz pierwszy został powołany do reprezentacji w październiku 2019 r. - na spotkania eliminacji Mistrzostw Europy 2020 z reprezentacjami Łotwy i Macedonii Północnej. Otrzymał również powołanie na rozgrywane w listopadzie 2019 r. potyczki z Izraelem oraz Słowenią, które spędził na ławce rezerwowych.
Później przez blisko 2 lata nie otrzymywał powołań do reprezentacji. Został powołany dopiero w październiku 2021 r. na mecze eliminacji Mistrzostw Świata 2022 z San Marino i Albanią. W trakcie tego zgrupowania zadebiutował w „biało-czerwonych”, występując 9 października 2021 w wygranym 5:0 meczu z San Marino (w 57. minucie zmienił Łukasza Fabiańskiego).
Na kolejne powołanie znów czekał blisko rok, otrzymując je dopiero we wrześniu 2022 r. na mecze Ligi Narodów z Holandią i Walią - w żadnym z nich jednak nie znalazł się nawet w kadrze meczowej. Został również powołany do szerokiej kadry na Mistrzostwa Świata 2022, jednak nie znalazł się w kadrze na ten turniej.
(Aktualne na 15 sierpnia 2023)
| Reprezentacja | Rok  | Mecze | Bramki |
| ------------- | ---- | ----- | ------ |
| Polska        |      |       |        |
| 2021          | 1    | 0     |        |
| Suma          | Suma | 1     | 0      |

| Mecze w reprezentacji | Mecze w reprezentacji | Mecze w reprezentacji | Mecze w reprezentacji | Mecze w reprezentacji | Mecze w reprezentacji |
| Lp.                   | Data                  | Miasto                | Przeciwnik            | Wynik                 | Rozgrywki             |
| --------------------- | --------------------- | --------------------- | --------------------- | --------------------- | --------------------- |
| 1.                    | 09.10.2021            | Warszawa              | San Marino            | 5:0                   | el. MŚ 2022           |

## Sukcesy

### Legia Warszawa
- Mistrzostwo Polski: 2019/20

### AS Monaco
- 3. miejsce w Ligue 1: 2020/21, 2021/22
- Finalista Pucharu Francji: 2020/21